# آرنه پوهیونن
آرنه پوهیونن (فنلاندی: Aarne Pohjonen; ۲۹ مارس ۱۸۸۶ – ۲۲ دسامبر ۱۹۳۸) ژیمناست اهل فنلاند بود.
وی در مسابقات کشوری و بین‌المللی در مجموع برندهٔ ۱ مدال برنز شده‌است.